# Guy Messier
 (juin 2022).
Si vous disposez d'ouvrages ou d'articles de référence ou si vous connaissez des sites web de qualité traitant du thème abordé ici, merci de compléter l'article en donnant les références utiles à sa vérifiabilité et en les liant à la section « Notes et références ».
Guy Messier est un acteur et scénariste québécois.

## Biographie
Guy Messier est mort le 2 février 2012 à l'âge de 85 ans.
Comédien à ses heures, Guy Messier a longtemps été actif dans le milieu du théâtre québécois. Il a fait ses classes au sein de la troupe Les Compagnons de Saint-Laurent qui, de 1937 à 1952, a vu défiler de grands noms du milieu artistique d'ici, comme Félix Leclerc, Hélène Loiselle, Gabriel Gascon, Charlotte Boisjoly et Guy Provost. 
Dans les années 1950, il a fondé la troupe itinérante Le Grenier, où ont vu le jour des personnages mythiques d'émissions jeunesse comme Fanfreluche et Le pirate Maboule. À titre d'auteur, il a notamment signé la série Fafouin.
Il était le compagnon de Claire Lamarche.

## Filmographie
Comme acteur
- 1954 : Fafouin (série TV) : Fafouin
- 2003 : Guy Messier apparaît dans le documentaire Au pays de Fanfreluche.

Comme scénariste
- 1954 : Fafouin (série TV)